# علی وزیریان
علی وزیریان (زادهٔ ۱۳۳۹) در تهران کارگردان، نویسنده و نقاش اهل ایران است. وی فارغ‌التحصیل رشته نقاشی از دانشکده هنرهای زیبا دانشگاه تهران و دارای نشان درجه یک هنری معادل دکتری از وزارت فرهنگ و ارشاد اسلامی ایران است.

## فعالیت‌ها
وزیریان در سال ۱۳۸۲ با ساختن فیلم نیمه‌بلند باز باران در کانون پرورش فکری کودکان و نوجوانان فعالیت سینمایی اش را آغاز کرد و از آن پس فیلمسازی را به صورت جدی به فعالیت‌های هنری‌اش افزود و تاکنون علاوه برحضور به عنوان داور بین‌المللی، موفق به دریافت جوایز معتبر جهانی نیز شده‌است. فعالیت او در زمینه طراحی گرافیک نزدیک به چهار دهه می‌رسد. شرکت در نمایشگاه‌های گوناگون داخلی وخارجی، سابقهٔ تدریس در دانشکده‌های هنری دانشگاه تهران، الزهرا و شاهد؛ مدیریت هنری نشریات، فستیوال‌ها و نمایشگاه‌های تجسمی، انتشار اولین نشریه تخصصی در حوزه هنرهای تجسمی در ایران با عنوان «هنر معاصر» در سال ۱۳۷۲ و انتشار کتاب تجسمی «نگاره» در سال ۱۳۷۰ به مدیریت و سردبیری او بخشی از کارنامه هنری اوست. بنیانگذار نمایشگاه سالانه تایپوگرافی پوستر با عنوان «اسماء الحسنی» که هر ساله در ماه رمضان برگزارمی گردد و انتشار شش جلد کتاب مستقل از مجموعهٔ آثار او در حوزه گرافیک و به ویژه طراحی پوستر بین سال‌های ۱۳۶۴ تا ۱۳۸۹ بخش دیگری از کارنامهٔ او را شکل می‌دهد. طراحی لوگوی روزنامه ی "جام جم" ، نشانه ی بی ینال نقاشی ایران ، نشانه ی فرهنگسرای نیاوران و همچنین نشانه فستیوال بین‌المللی فیلم کودک و نوجوان اصفهان و طراحی پروانه زرین این جشنواره از جمله آثار ماندگار او در زمینه ی طراحی گرافیک و دیزاین است.
وزیریان جزء طراحان برگزیدهٔ بین‌المللی Ideas on Design در سال ۲۰۱۰ ملبورن و تنها سخنران ایرانی مدعو در بیستمین سالگرد این رویداد هنری جهانی توسط بنیاد بین‌المللی دیزاین در استرالیا بوده‌است.

## جوایز
- جایزه ویژه هیئت داوران جشنواره فیلم هیوستون آمریکا ۲۰۰۵
- جایزه ویژه گلوبال زوم جشنواره فیلم سیاتل، واشینگتن آمریکا ۲۰۰۷
- جایزه فیل نقره‌ای از جشنواره فیلم‌های کودک و نوجوان هند ۲۰۰۵
- جایزه بزرگ جشنواره فیلم‌های مذهبی ایتالیا با عنوان روح ایمان ۲۰۰۸
- جایزه ویژه هیئت داوران ترنتو با عنوان دون تونینو بلو در سال ۲۰۰۷ میلادی برای فیلم خدا نزدیک است
- جایزه ویژه هیئت داوران ترنتو با عنوان دون تونینو بلو در سال ۲۰۰۸ میلادی برای فیلم یک وجب از آسمان
- جایزه جشنواره سینمای ارتدکس مسکو با عنوان میتینگ ۲۰۰۸
- جایزه پروانه زرین از هجدهمین جشنواره بین‌المللی فیلم کودک و نوجوان در اصفهان، سال ۱۳۸۲ برای فیلم باز باران
- دیپلم افتخار بخش فیلم‌های اول بیست و پنجمین دوره جشنواره فیلم فجر برای فیلم خدا نزدیک است ۱۳۸۵
- جایزه پروانه زرین از فستیوال بین‌المللی فیلم کودک و نوجوان در همدان، سال ۱۳۸۸ برای فیلم یک وجب از آسمان

## داوری در جشنواره‌ها
وزیریان در بسیاری رویدادهای هنری و همچنین سینمایی به عنوان داور حضور داشته‌است که می‌توان به حضور او به عنوان یکی از داوران بخش بین‌الملل در جشنواره فیلم‌های مذهبی ایتالیا در سال ۲۰۰۹، شانزدهمین جشنواره جهانی فیلم‌های کودک و نوجوان هند فیل طلایی بایگانی‌شده  در ۲۱ مه ۲۰۱۴ توسط Wayback Machine، جشنواره سیما در سال ۱۳۸۲، همچنین داوری در دوره‌های چهاردهم، بیست و پنجم و سی و یکمین و سی و چهارمین دوره جشنواره فیلم فجر و جشنواره بین‌المللی فیلم کودک CMS در لاکنو هند در سال ۲۰۱۰ میلادی و چهارمین جشنواره بین‌المللی فیلم شهر در سال ۱۳۹۰ اشاره کرد.

## فیلم‌شناسی
- (۱۳۸۲) باز باران، کارگردان
- (۱۳۸۵) خدا نزدیک است، نویسنده و کارگردان
- (۱۳۸۷) یک وجب از آسمان، نویسنده و کارگردان
- (۱۳۹۰) یک سطر واقعیت، نویسنده و کارگردان

## کتاب‌ها
- مجموعه آثار گرافیک | انتشارات برگ. ۱۳۶۸
- گزیده آثار گرافیک | انتشارات ایثارگران. ۱۳۷۸
- پوسترها | انتشارات سروش. ۱۳۸۱
- منتخب آثار گرافیگ و دیجیتال آرت | نشر نظر. ۱۳۸۶
- مجموعه آثار گرافیک | انتشارات یساولی. ۱۳۸۶
- گرافیک مذهبی (گزیده‌ای از آثار دیجیتال، نقاشی‌ها و طراحی گرافیک) | انتشارات سوره مهر. ۱۳۸۹
- یک وجب از آسمان. فیلم‌نامه | انتشارات سوره مهر. ۱۳۸۹
- کتاب خون خدا . تصویرهای گرافیکی با موضوع فرازهایی از زیارت عاشورا | دفتر نشر فرهنگ اسلامی ۱۳۹۸